# Phrynobatrachus stewartae
Phrynobatrachus stewartae és una espècie de granota que viu a Malawi i Tanzània.